# NGC 1771
NGC 1771 è una galassia a spirale intermedia situata nella costellazione del Dorado, a una distanza di circa 243 milioni di anni luce dalla nostra Via Lattea.

## Scoperta
La galassia è stata scoperta il 25 dicembre 1837 dall'astronomo britannico John Herschel.

## Descrizione
NGC 1771 ha una classe di luminosità III e presenta una larga riga a 21 cm dell'idrogeno neutro.

## Gruppo di ESO 85-38
NGC 1771 fa parte di un gruppo di tre galassie denominato Gruppo di ESO 85-38. La terza galassia del gruppo è NGC 1706.